# František Novotný (geodet)
František Novotný (20. září 1864 Němčice nad Hanou – 27. července 1918 Senohraby) byl český politik, geodet a profesor geodézie na Císařské a královské české vysoké škole technické v Praze. Pro akademický rok 1907–1908 byl zvolen rektorem.

## Život
Narodil se v Němčicích nad Hanou (Komenského nám, čp. 59) v zemědělské rodině chalupníka Leopolda a Josefy Novotných. Absolvoval obecnou školu v Němčicích, reálku v Prostějově a poté pokračoval ve studiu na Císařské a královské české vysoké škole technické v Praze. Toto studium zakončil v roce 1889. V roce 1890 se oženil s Ludmilou Grégrovou, měl syna a dvě dcery.
V roce 1890 nastoupil jako asistent prof. Müllera. Souběžně vykonával praxi úředně autorizovaného stavebního inženýra, geometra a stavitele. V letech 1891–1893 zastupoval prof. Františka Müllera při tvorbě regulačního plánu města Písku. Zde byla použita nová polygonometrická metoda. Tato metoda byla před tím několikrát použita s problematickými výsledky. Novotného práce (spolu s Ing. K. Zemanem) tuto metodu rehabilitovala a jejich výsledky vedly k revizi instrikce v roce 1894. Poté řídil nová mapování některých měst včetně tvorby nové trigonometrické a polygonové sítě města Prahy.
V roce 1893 se habilitoval jako docent nižší geodézie a v roce 1897 rovněž jako docent vyšší geodézie. V roce 1900 po smtri prof. Müllera byl jmenován mimořádným profesorem geodézie na Císařské a královské české vysoké škole technické v Praze a v roce 1903 profesorem řádným. V roce 1907–1908 zastával funkci rektora. V roce 1906 byl jmenován mimořádným členem Královské české společnosti nauk.
Aktivní byl i v politice. 15. června 1906 nastoupil místo Ferdinanda Pantůčka do Říšské rady (celostátní parlament), kde reprezentoval městskou kurii, obvod Praha-Nové Město. Na Říšské radě setrval jen krátce, do konce jejího funkčního období, tedy do voleb roku 1907. Uváděl se jako kandidát mladočeské strany.
Pohřben je v rodných Němčicích.[zdroj⁠?!]

## Dílo
Pokračoval ve vydávání díla Kompendium geodésie a sferické astronomie, které zahájil František Müller (geodet). Dokončil Müllerovu Geodesii nižší, I. – III. a vydal Geodesii vyšší, I. díl. Tato práce zůstala nedokončena.
Dokončil Topografický, hydrografický a orografický (horopisný) popis král. Českého, který zahájil Karel Kořistka. Dále dokončil V. sekci Kořistkovy mapy okolí Prahy. O Karlu Kořistkovi napsal rovněž životopisnou studii.

## Spisy
- Základy rýsování situačního a terrainího, 1892, 1904
- Mezinárodní praecisní nivellement okolí Prahy, 1893,
- Vyrovnání sítí nivellačních, 1901
- Fotogrammetrie, 1902
- Trigonometrická síť král. hl. města Prahy, 1902
- Práce topografického oddělení pro přírodovědecký výzkum Čech. Sekce V. Střední Čechy, část vodopisná a výškopisná.
- Polohopisné plány našich měst, 1903
- Geodetické názvosloví česko-německo-francouzské, 1902
- Professor dr. Karel Kořistka, 1906
- Revise nadmořských výšek trigonometriclrých bodů král. Českého Archiv pro přírodovědecký výzkum Čech, 1907